# Cardinalità del continuo
In matematica la cardinalità del continuo è il numero cardinale dell'insieme dei numeri reali {\displaystyle \mathbb {R} } (insieme che, a volte, viene chiamato il continuo). Questo numero cardinale viene spesso indicato con il carattere {\displaystyle {\mathfrak {c}}}:
{\displaystyle {\mathfrak {c}}=|\mathbb {R} |}

## Proprietà

### Non numerabilità
Georg Cantor introdusse il concetto di cardinalità di un insieme per confrontare le dimensioni di insiemi infiniti. Egli dimostrò che l'insieme dei numeri reali è non numerabile, cioè che {\displaystyle {\mathfrak {c}}} è maggiore della cardinalità dei numeri naturali, indicata con {\displaystyle \aleph _{0}} (aleph-zero):
{\displaystyle \aleph _{0}<{\mathfrak {c}}.}
In altre parole, i numeri reali sono molti di più (incommensurabilmente di più) dei numeri interi: tanto che questi ultimi possono venire contati, mentre i numeri reali no (per esempio è perfettamente lecito parlare dei "primi 100 numeri interi"; la stessa espressione applicata ai numeri reali è priva di senso).
Cantor dimostrò quest'affermazione utilizzando una tecnica nota come l'argomento diagonale.

### Uguaglianze tra numeri cardinali
Una variante dell'argomento diagonale di Cantor può essere usata per dimostrare il teorema di Cantor, che afferma che la cardinalità di ogni insieme è strettamente minore di quella del suo insieme delle parti, e cioè {\displaystyle |A|<2^{|A|}}. Si può concludere che l'insieme delle parti {\displaystyle {\mathcal {P}}(\mathbb {N} )} dell'insieme dei numeri naturali {\displaystyle \mathbb {N} } è non numerabile. Viene dunque spontaneo chiedersi se la cardinalità di {\displaystyle {\mathcal {P}}(\mathbb {N} )} sia uguale a {\displaystyle {\mathfrak {c}}}: e la risposta è affermativa. Si può dimostrare quest'affermazione in due passi:
1. Si definisce una applicazione {\displaystyle f:\mathbb {R} \to {\mathcal {P}}(\mathbb {Q} )} dall'insieme dei numeri reali all'insieme delle parti dei numeri razionali che associa ad ogni numero reale {\displaystyle x} l'insieme {\displaystyle \{q\in \mathbb {Q} |q\leq x\}} di tutti i razionali minori o uguali a {\displaystyle x} (se si considerano i reali costruiti mediante sezioni di Dedekind, questa applicazione non è altro che l'inclusione nell'insieme degli insiemi di numeri razionali). Questa applicazione è iniettiva, perché i razionali sono densi nei reali. Dato che i razionali sono numerabili si ottiene che {\displaystyle {\mathfrak {c}}\leq 2^{\aleph _{0}}}.
2. Sia {\displaystyle \{0,2\}^{\mathbb {N} }} l'insieme delle successioni che assumono valori nell'insieme {\displaystyle \{0,2\}}. Questo insieme ha cardinalità {\displaystyle 2^{\aleph _{0}}} (l'applicazione biunivoca naturale tra l'insieme delle successioni binarie e {\displaystyle {\mathcal {P}}(\mathbb {N} )} è data dalla funzione caratteristica). Poi si associ ognuna di queste successioni {\displaystyle a_{i}} al numero reale appartenente all'intervallo unitario {\displaystyle [0,1]} che abbia come parte decimale (espressa in base 3) la successione {\displaystyle a_{i}}. Questo significa che la {\displaystyle i}-esima cifra dopo la virgola è data proprio da {\displaystyle a_{i}}. L'immagine di questa applicazione è l'insieme di Cantor. Inoltre questa applicazione è iniettiva, perché evitando i punti con la cifra 2 nella loro espansione decimale in base 3 si evita l'ambiguità dovuta al fatto che l'espansione decimale di un numero reale non è unica. Si ha dunque che {\displaystyle 2^{\aleph _{0}}\leq {\mathfrak {c}}}.

Per il teorema di Cantor-Bernstein-Schroeder si conclude che
{\displaystyle {\mathfrak {c}}=|{\mathcal {P}}(\mathbb {N} )|=2^{\aleph _{0}}.}

#### Numeri beth
La successione dei numeri beth è definita ponendo {\displaystyle \beth _{0}=\aleph _{0}} e {\displaystyle \beth _{k+1}=2^{\beth _{k}}}. Dunque {\displaystyle {\mathfrak {c}}} è il secondo numero beth, beth-uno
{\displaystyle {\mathfrak {c}}=\beth _{1}.}
Il terzo numero beth, {\displaystyle \beth _{2}=2^{\mathfrak {c}}}, è la cardinalità dell'insieme di tutti i sottoinsiemi dei numeri reali.
Utilizzando le regole dell'aritmetica dei numeri cardinali si può dimostrare che
{\displaystyle {\mathfrak {c}}=n{\mathfrak {c}}=\aleph _{0}{\mathfrak {c}}={\mathfrak {c}}^{n}=n^{\aleph _{0}}={\aleph _{0}}^{\aleph _{0}}={\mathfrak {c}}^{\aleph _{0}}}
dove {\displaystyle n} è un qualunque cardinale finito maggiore o uguale a 2.

## L'ipotesi del continuo
La famosa ipotesi del continuo afferma che {\displaystyle {\mathfrak {c}}} è anche il secondo numero aleph, cioè {\displaystyle \aleph _{1}} (aleph-uno). In altre parole, l'ipotesi del continuo afferma che non esiste un insieme {\displaystyle A} avente cardinalità strettamente compresa tra {\displaystyle \aleph _{0}} e {\displaystyle {\mathfrak {c}}}:
{\displaystyle \nexists A:\aleph _{0}<|A|<{\mathfrak {c}}.}
Oggi si sa che l'ipotesi del continuo è indipendente dagli assiomi della teoria degli insiemi di Zermelo-Fraenkel (ZFC). Questo significa che sia l'ipotesi del continuo sia la sua negazione sono consistenti con questi assiomi. In effetti, si ha che per ogni numero naturale {\displaystyle n} diverso da zero, l'uguaglianza {\displaystyle {\mathfrak {c}}=\aleph _{n}} è indipendente da ZFC (il caso {\displaystyle n=1} è l'ipotesi del continuo). L'affermazione è vera per molti altri aleph, anche se in alcuni casi si può dimostrare l'uguaglianza, grazie al teorema di König sulla base della cofinalità, per esempio {\displaystyle {\mathfrak {c}}\neq \aleph _{\omega }}. In particolare, {\displaystyle {\mathfrak {c}}} può essere uguale a {\displaystyle \aleph _{1}} oppure a {\displaystyle \aleph _{\omega _{1}}}, dove {\displaystyle \omega _{1}} rappresenta il primo numero ordinale non numerabile, e quindi {\displaystyle {\mathfrak {c}}} può essere un cardinale successore o un cardinale limite, e un cardinale regolare oppure un cardinale singolare.

## Insiemi con cardinalitàc{\displaystyle {\mathfrak {c}}}
Molti insiemi studiati in matematica hanno cardinalità uguale a {\displaystyle {\mathfrak {c}}}. Per esempio:
- l'insieme dei numeri reali {\displaystyle \mathbb {R} },
- qualunque intervallo (non degenere) aperto o chiuso in {\displaystyle \mathbb {R} }, come ad esempio l'intervallo unitario {\displaystyle [0,1]},
- l'insieme dei numeri irrazionali,
- l'insieme dei numeri trascendenti,
- lo spazio euclideo {\displaystyle \mathbb {R} ^{n}},
- l'insieme dei numeri complessi {\displaystyle \mathbb {C} },
- l'insieme delle parti dei numeri naturali (l'insieme di tutti i sottoinsiemi dei numeri naturali),
- l'insieme delle successioni di interi, spesso indicato con {\displaystyle \mathbb {Z} ^{\mathbb {N} }},
- l'insieme delle successioni di numeri reali, {\displaystyle \mathbb {R} ^{\mathbb {N} }},
- l'insieme di tutte le funzioni continue da {\displaystyle \mathbb {R} } in {\displaystyle \mathbb {R} } (mentre l'insieme di tutte le funzioni da {\displaystyle \mathbb {R} } in {\displaystyle \mathbb {R} } ha cardinalità {\displaystyle 2^{\mathfrak {c}}})[1] ,
- l'insieme di Cantor,
- la topologia euclidea di {\displaystyle \mathbb {R} ^{n}} (cioè l'insieme di tutti gli insiemi aperti in {\displaystyle \mathbb {R} ^{n}}).